# F1 2015 (computerspel)
F1 2015 is een racespel ontwikkeld door Codemasters. Het spel is gebaseerd op het Formule 1-seizoen 2016 en werd op 19 augustus 2015 uitgebracht voor de PlayStation 4, Xbox One en Windows.
F1 2010 · F1 2011 · F1 2012 · F1 2013 · F1 2014 · F1 2015 · F1 2016 · F1 2017 · F1 2018 · F1 2019 · F1 2020 · F1 2021 · F1 2022 · F1 2023 · F1 2024